# Seabrook (Texas)
Seabrook és una població dels Estats Units a l'estat de Texas. Segons el cens del 2000 tenia 9.443 habitants.

## Demografia
Segons el cens del 2000, Seabrook tenia 9.443 habitants, 4.094 habitatges, i 2.386 famílies. La densitat de població era de 636,3 habitants per km².
Dels 4.094 habitatges en un 29,4% hi vivien nens de menys de 18 anys, en un 46,8% hi vivien parelles casades, en un 8,1% dones solteres, i en un 41,7% no eren unitats familiars. En el 34% dels habitatges hi vivien persones soles el 3,3% de les quals corresponia a persones de 65 anys o més que vivien soles. El nombre mitjà de persones vivint en cada habitatge era de 2,31 i el nombre mitjà de persones que vivien en cada família era de 3,01.
Per edats la població es repartia de la següent manera: un 23,9% tenia menys de 18 anys, un 9,3% entre 18 i 24, un 38,4% entre 25 i 44, un 22,8% de 45 a 60 i un 5,7% 65 anys o més.
L'edat mediana era de 34 anys. Per cada 100 dones de 18 o més anys hi havia 105,1 homes.
La renda mediana per habitatge era de 54.175$ i la renda mediana per família de 66.815$. Els homes tenien una renda mediana de 50.322$ mentre que les dones 32.161$. La renda per capita de la població era de 29.534$. Aproximadament el 2,8% de les famílies i el 5,5% de la població estaven per davall del llindar de pobresa.

## Poblacions més properes
El següent diagrama mostra les poblacions més properes.